# Chitarre blu
Chitarre blu è un singolo del cantautore italiano Fulminacci, pubblicato il 25 febbraio 2022 come secondo ed ultimo estratto dalla riedizione del secondo album in studio Tante care cose e altri successi.

## Descrizione
Il brano, scritto dallo stesso cantautore, è prodotto da BBprod, duo composto da Alessandro Casagni e Benjamin Ventura.

## Tracce
1. Chitarre blu – 2:55